# Laval-des-Rapides (circonscription provinciale)
Pour les articles homonymes, voir Laval et Laval-des-Rapides (homonymie).
Circonscription électorale provinciale du Canada
Laval-des-Rapides est une circonscription électorale provinciale du Québec. Elle fait partie de la région administrative de Laval et se situe sur le territoire de la ville du même nom. 

## Historique
La circonscription de Laval-des-Rapides est créée en 1980, formée d'une partie de Fabre et d'une partie de Mille-Îles. Son territoire correspondait à celui de l'ancienne ville de Laval-des-Rapides, alors devenu un quartier de la ville de Laval. Son territoire s'agrandit en 2001 alors qu'une partie de la circonscription de Vimont est rattachée à Laval-des-Rapides. En 2011 son territoire s'agrandit légèrement aux dépens de Mille-Îles.

## Territoire et limites
La circonscription de Laval-des-Rapides comprend la partie de la ville de Laval comprise dans les limites suivantes : l'autoroute Jean-Noël-Lavoie, l'autoroute Papineau, la rivière des Prairies et l'autoroute des Laurentides.

## Liste des députés
| Législature                                        | Années       | Député | Député            | Parti            |
| -------------------------------------------------- | ------------ | ------ | ----------------- | ---------------- |
| Laval-des-Rapides Créée depuis Fabre et Mille-Îles |              |        |                   |                  |
| 32e                                                | 1981–1985    |        | Bernard Landry    | Parti québécois  |
| 33e                                                | 1985–1989    |        | Guy Bélanger      | Libéral          |
| 34e                                                | 1989–1993    |        | Guy Bélanger      | Libéral          |
| 34e                                                | 1993–1994    |        | Serge Ménard      | Parti québécois  |
| 35e                                                | 1994–1998    |        | Serge Ménard      | Parti québécois  |
| 36e                                                | 1998–2003    |        | Serge Ménard      | Parti québécois  |
| 37e                                                | 2003–2007    |        | Alain Paquet      | Libéral          |
| 38e                                                | 2007–2008    |        | Alain Paquet      | Libéral          |
| 39e                                                | 2008–2012    |        | Alain Paquet      | Libéral          |
| 40e                                                | 2012–2014    |        | Léo Bureau-Blouin | Parti québécois  |
| 41e                                                | 2014–2018    |        | Saul Polo         | Libéral          |
| 42e                                                | 2018–2022    |        | Saul Polo         | Libéral          |
| 43e                                                | 2022–présent |        | Céline Haytayan   | Coalition avenir |

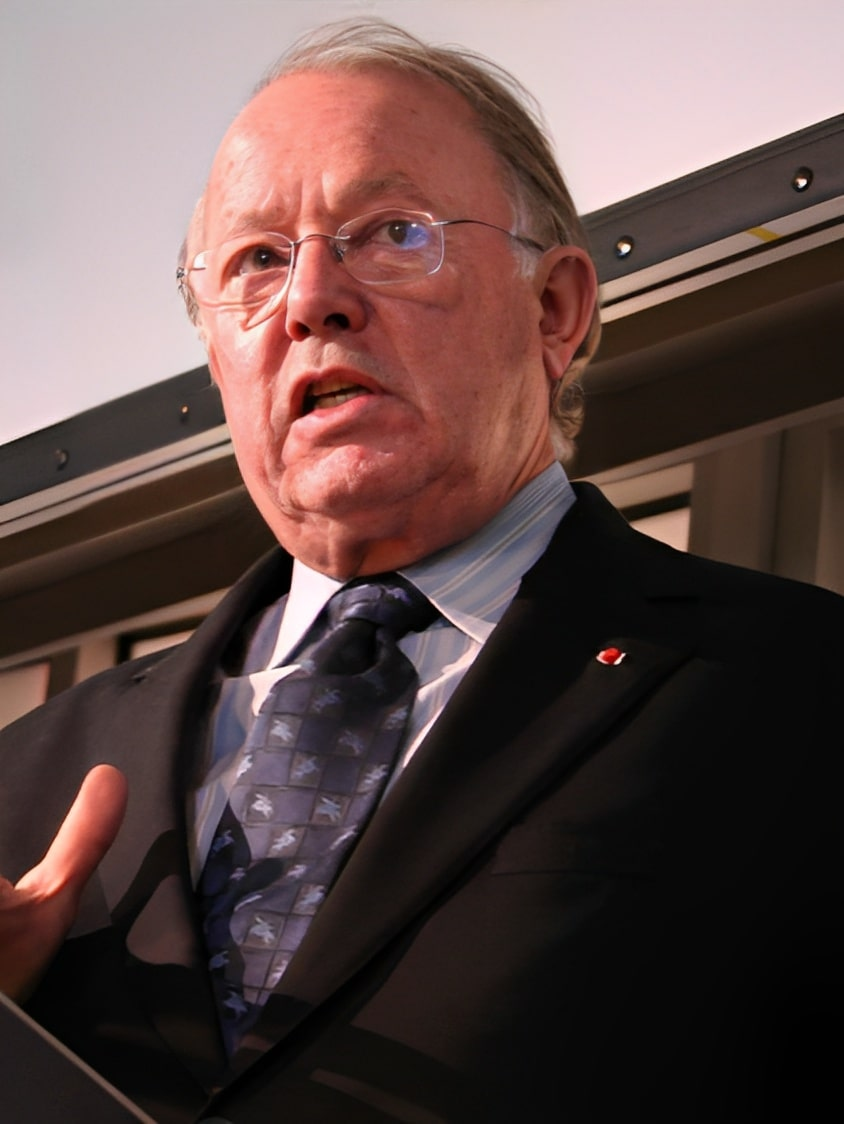
Bernard Landry est député de Laval-des-Rapides de 1981 à 1985 pour le Parti québécois.
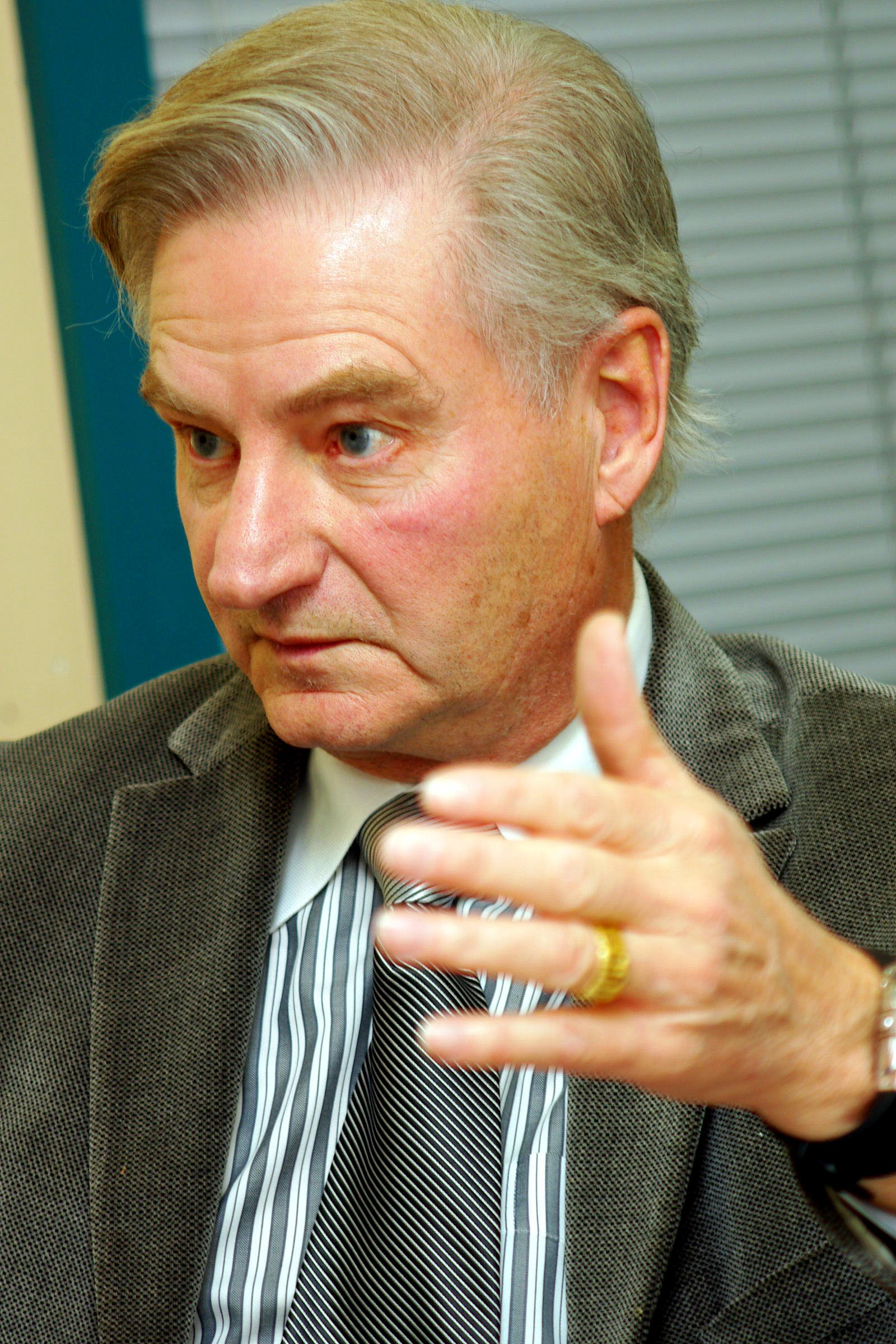
Serge Ménard est député de Laval-des-Rapides de 1993 à 2003 pour le Parti québécois.
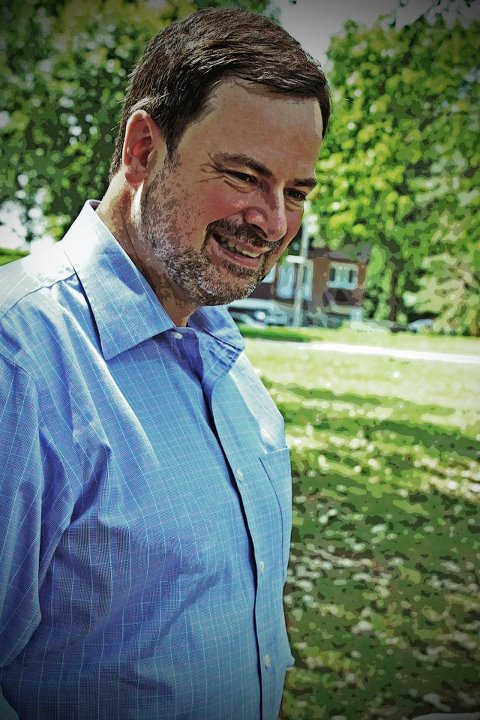
Alain Paquet est député de Laval-des-Rapides de 2003 à 2012 pour le Parti libéral du Québec.
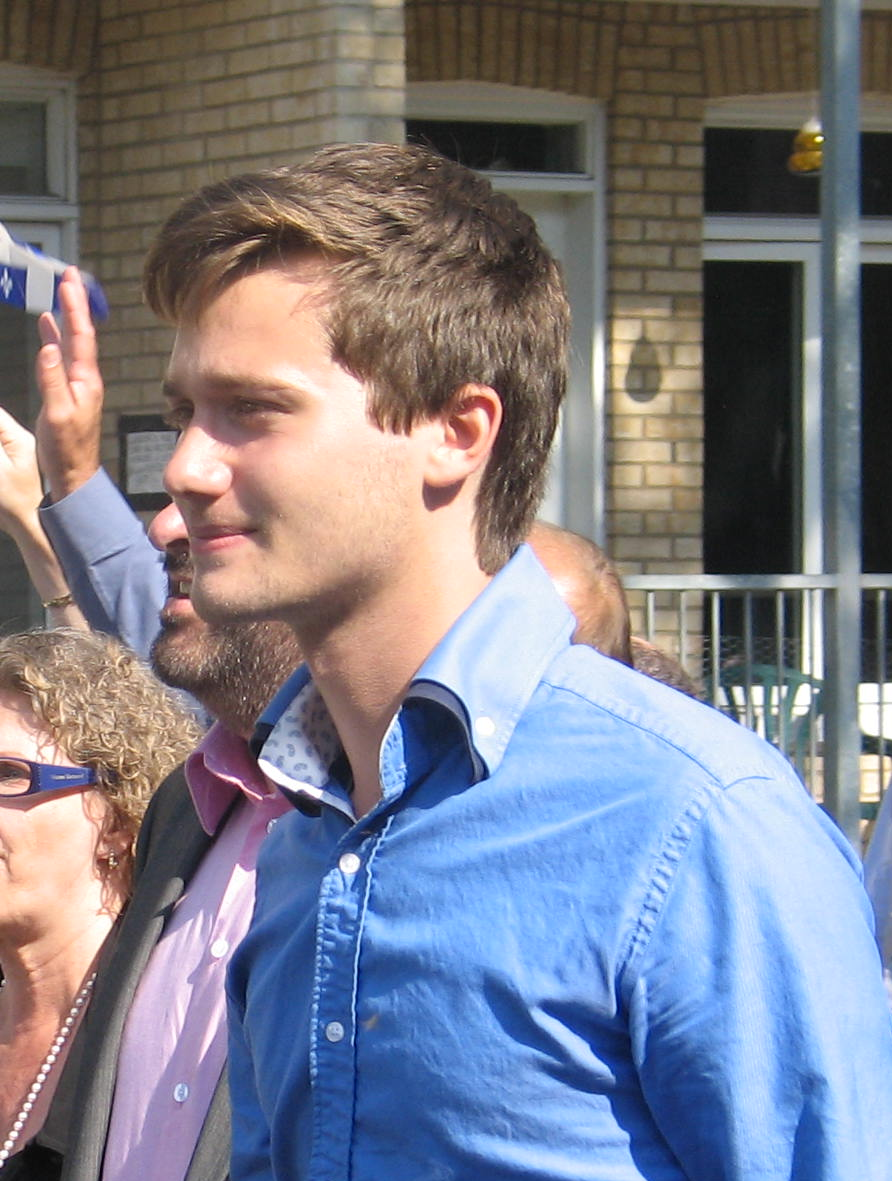
Léo Bureau-Blouin est député de Laval-des-Rapides de 2012 à 2014 pour le Parti québécois.
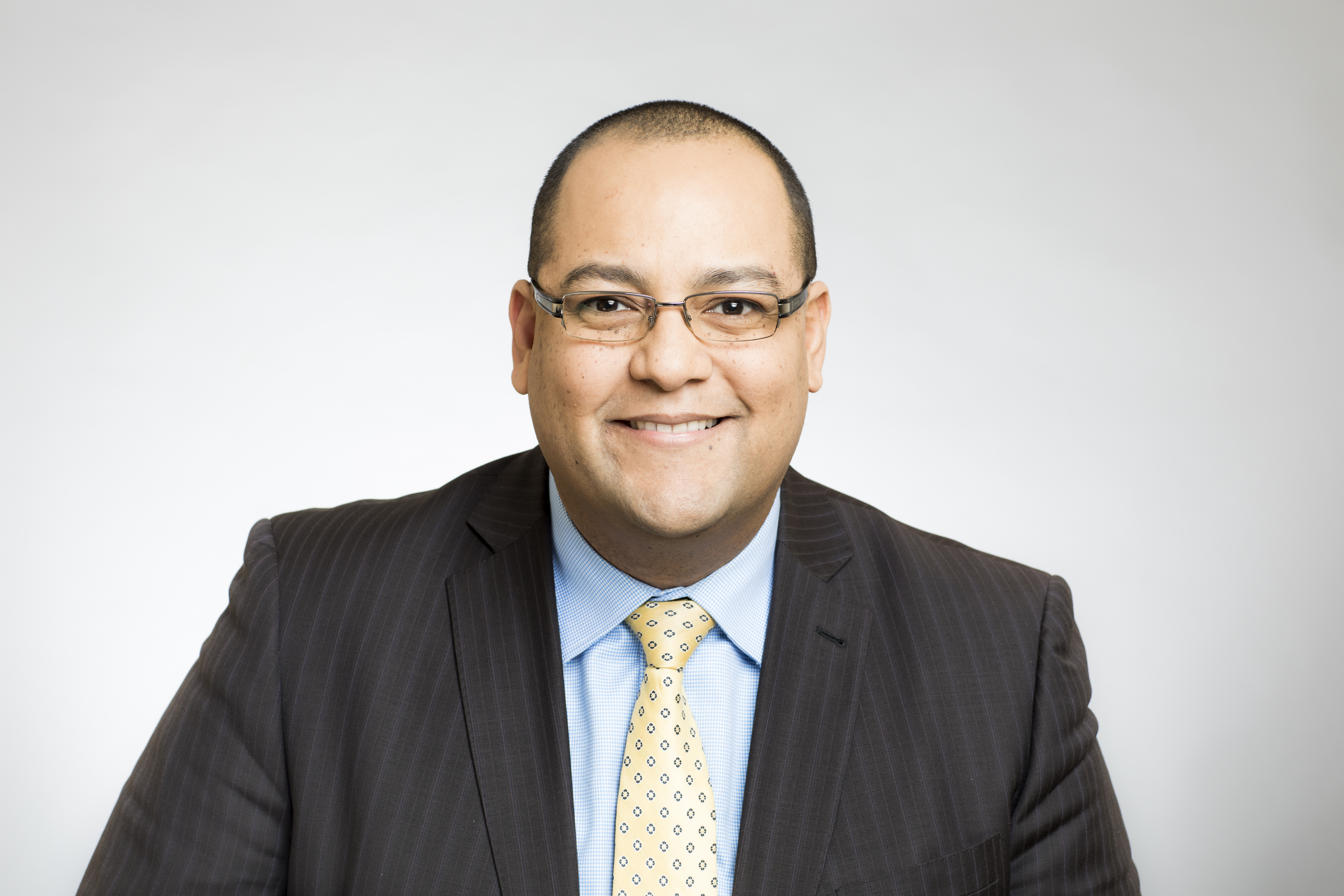
Saul Polo est député de Laval-des-Rapides de 2014 à 2022 pour le Parti libéral du Québec.

## Résultats électoraux

### Évolution pour les principaux partis
| |
| - Parti libéral - Parti québécois - Action démocratique (ancien) - Québec solidaire - Coalition avenir - Parti conservateur |

### Résultats détaillés
|                                                                                               | Nom                     | Parti            | Nombre de voix | %      | Maj.  |
| --------------------------------------------------------------------------------------------- | ----------------------- | ---------------- | -------------- | ------ | ----- |
|                                                                                               | Céline Haytayan         | Coalition avenir | 10 599         | 31,9 % | 1 053 |
|                                                                                               | Saul Polo (sortant)     | Libéral          | 9 546          | 28,7 % | -     |
|                                                                                               | Josée Chevalier         | Québec solidaire | 5 542          | 16,7 % | -     |
|                                                                                               | Andréanne Fiola         | Parti québécois  | 4 293          | 12,9 % | -     |
|                                                                                               | Nicolas Lussier-Clément | Conservateur     | 2 852          | 8,6 %  | -     |
|                                                                                               | Zied Damergi            | Vert             | 398            | 1,2 %  | -     |
| Total                                                                                         | Total                   | Total            | 33 230         | 100 %  |       |
| Le taux de participation lors de l'élection était de 61,5 % et 500 bulletins ont été rejetés. |                         |                  |                |        |       |

|                                                                                               | Nom                     | Parti               | Nombre de voix | %      | Maj. |
| --------------------------------------------------------------------------------------------- | ----------------------- | ------------------- | -------------- | ------ | ---- |
|                                                                                               | Saul Polo (sortant)     | Libéral             | 10 637         | 31,5 % | 271  |
|                                                                                               | Christine Mitton        | Coalition avenir    | 10 366         | 30,7 % | -    |
|                                                                                               | Graciela Mateo          | Québec solidaire    | 5 721          | 17 %   | -    |
|                                                                                               | Jocelyn Caron           | Parti québécois     | 5 195          | 15,4 % | -    |
|                                                                                               | Estelle Obeo            | Vert                | 738            | 2,2 %  | -    |
|                                                                                               | Benoit Larocque         | Conservateur        | 361            | 1,1 %  | -    |
|                                                                                               | Bianca Bozsodi          | Citoyens au pouvoir | 271            | 0,8 %  | -    |
|                                                                                               | Jean Phariste Pharicien | NPD Québec          | 257            | 0,8 %  | -    |
|                                                                                               | Elias Progakis          | Parti libre         | 184            | 0,5 %  | -    |
| Total                                                                                         | Total                   | Total               | 33 730         | 100 %  |      |
| Le taux de participation lors de l'élection était de 61,7 % et 611 bulletins ont été rejetés. |                         |                     |                |        |      |

|                                                                                               | Nom                         | Parti            | Nombre de voix | %      | Maj.  |
| --------------------------------------------------------------------------------------------- | --------------------------- | ---------------- | -------------- | ------ | ----- |
|                                                                                               | Saul Polo                   | Libéral          | 16 880         | 44,2 % | 4 978 |
|                                                                                               | Léo Bureau-Blouin (sortant) | Parti québécois  | 11 902         | 31,2 % | -     |
|                                                                                               | Vincent Bolduc              | Coalition avenir | 6 552          | 17,2 % | -     |
|                                                                                               | Nicolas Chatel-Launay       | Québec solidaire | 2 151          | 5,6 %  | -     |
|                                                                                               | Léo McKenna                 | Vert             | 516            | 1,4 %  | -     |
|                                                                                               | David Voyer                 | Option nationale | 188            | 0,5 %  | -     |
| Total                                                                                         | Total                       | Total            | 38 189         | 100 %  |       |
| Le taux de participation lors de l'élection était de 70,9 % et 593 bulletins ont été rejetés. |                             |                  |                |        |       |

|                                                                                               | Nom                    | Parti                  | Nombre de voix | %      | Maj.  |
| --------------------------------------------------------------------------------------------- | ---------------------- | ---------------------- | -------------- | ------ | ----- |
|                                                                                               | Léo Bureau-Blouin      | Parti québécois        | 14 934         | 38,3 % | 2 362 |
|                                                                                               | Alain Paquet (sortant) | Libéral                | 12 572         | 32,3 % | -     |
|                                                                                               | Maud Cohen             | Coalition avenir       | 8 493          | 21,8 % | -     |
|                                                                                               | Sylvie Des Rochers     | Québec solidaire       | 1 643          | 4,2 %  | -     |
|                                                                                               | Lawrence Côté-Collins  | Option nationale       | 594            | 1,5 %  | -     |
|                                                                                               | Carl Desmarais         | Vert                   | 517            | 1,3 %  | -     |
|                                                                                               | Monique Chartrand      | Coalition constituante | 205            | 0,5 %  | -     |
| Total                                                                                         | Total                  | Total                  | 38 958         | 100 %  |       |
| Le taux de participation lors de l'élection était de 73,4 % et 492 bulletins ont été rejetés. |                        |                        |                |        |       |

|                                                                                               | Nom                    | Parti                        | Nombre de voix | %      | Maj.  |
| --------------------------------------------------------------------------------------------- | ---------------------- | ---------------------------- | -------------- | ------ | ----- |
|                                                                                               | Alain Paquet (sortant) | Libéral                      | 11 757         | 44,1 % | 1 365 |
|                                                                                               | Marc Demers            | Parti québécois              | 10 392         | 39 %   | -     |
|                                                                                               | Robert Goulet          | Action démocratique          | 2 722          | 10,2 % | -     |
|                                                                                               | Sylvie Des Rochers     | Québec solidaire             | 766            | 2,9 %  | -     |
|                                                                                               | Nicholas Sarrazin      | Vert                         | 683            | 2,6 %  | -     |
|                                                                                               | Mathieu Desbiens       | Parti indépendantiste (2008) | 150            | 0,6 %  | -     |
|                                                                                               | Jacques Frigon         | Indépendant                  | 112            | 0,4 %  | -     |
|                                                                                               | Yvon Breton            | Marxiste-léniniste           | 96             | 0,4 %  | -     |
| Total                                                                                         | Total                  | Total                        | 26 678         | 100 %  |       |
| Le taux de participation lors de l'élection était de 55,1 % et 382 bulletins ont été rejetés. |                        |                              |                |        |       |

|                                                                                               | Nom                    | Parti               | Nombre de voix | %      | Maj.  |
| --------------------------------------------------------------------------------------------- | ---------------------- | ------------------- | -------------- | ------ | ----- |
|                                                                                               | Alain Paquet (sortant) | Libéral             | 11 532         | 34,4 % | 1 494 |
|                                                                                               | Marc Demers            | Parti québécois     | 10 038         | 30 %   | -     |
|                                                                                               | Robert Goulet          | Action démocratique | 9 344          | 27,9 % | -     |
|                                                                                               | Michel Lefebvre        | Vert                | 1 450          | 4,3 %  | -     |
|                                                                                               | Nicole Caron           | Québec solidaire    | 1 145          | 3,4 %  | -     |
| Total                                                                                         | Total                  | Total               | 33 509         | 100 %  |       |
| Le taux de participation lors de l'élection était de 69,7 % et 396 bulletins ont été rejetés. |                        |                     |                |        |       |

|                                                                                               | Nom                        | Parti                 | Nombre de voix | %      | Maj.  |
| --------------------------------------------------------------------------------------------- | -------------------------- | --------------------- | -------------- | ------ | ----- |
|                                                                                               | Alain Paquet               | Libéral               | 15 190         | 44,7 % | 1 981 |
|                                                                                               | Serge Ménard (sortant)     | Parti québécois       | 13 209         | 38,9 % | -     |
|                                                                                               | Philippe Laurin            | Action démocratique   | 4 693          | 13,8 % | -     |
|                                                                                               | Louis-Philippe Verenka     | Vert                  | 366            | 1,1 %  | -     |
|                                                                                               | Vincent Pelletier          | Bloc pot              | 339            | 1 %    | -     |
|                                                                                               | Micheline Michelle Marleau | Démocratie chrétienne | 162            | 0,5 %  | -     |
| Total                                                                                         | Total                      | Total                 | 33 959         | 100 %  |       |
| Le taux de participation lors de l'élection était de 69,8 % et 434 bulletins ont été rejetés. |                            |                       |                |        |       |